# Milena Gelmetti
Milena Gelmetti (Pavia, 11 dicembre 1936) è un'ex cestista italiana.

## Carriera
Con l'Italia ha disputato i Campionati europei del 1960.